# Louis Boekhout
 (avril 2025).
Pour les articles homonymes, voir Boekhout (homonymie).
Louis Boekhout, né le 1er mars 1919 aux Pays-Bas et mort le 9 janvier 2012 au Québec, est un peintre québécois - canadien d'origine néerlandaise.

## Biographie
Fils de Theodoor Boekhout et de Anna Maria Heijs,, Louis Boekhout a deux mois quand sa famille déménage à Bandung en Indonésie, où son père, un ex-officier de l’armée néerlandaise, travaille comme haut fonctionnaire des Chemins de fer nationaux indonésiens. Ses parents aiment les arts, son père est violoniste à ses heures et sa mère, artiste peintre. Louis est le troisième d’une famille de six garçons.
Il a 13 ans lorsque leur mère meurt d’un cancer en 1932. Son père se remarie et Louis y gagne quatre sœurs. Il passe une partie de sa jeunesse à Bandung, près de Jakarta, où il puise ses connaissances en peinture auprès de professeurs chinois et japonais. Parallèlement à son goût pour la peinture, il aime jouer dans la nature et se baigner avec ses frères et ses cousins. Dès sa tendre enfance, il nage comme un poisson. À l'adolescence, il devient un nageur de compétition ; il tentera de se qualifier pour représenter l'Indonésie aux Jeux olympiques de Berlin en 1936, mais il arrivera deuxième aux éliminatoires dans son pays. Tout cet entraînement de même que la grande forme physique et la détermination nécessaires pour réaliser un tel exploit, lui serviront toute sa vie[pourquoi ?].
La famille revient de l’Indonésie vers 1938 et demeurera alors à Breda, tout près de la frontière belge. Louis Boekhout entreprend des études collégiales et artistiques à l'Académie royale des beaux-arts d'Anvers en Belgique sous la supervision de Floris de Cuyper (1875 – 1965).
Lorsqu'éclate la Seconde Guerre mondiale, Louis Boekhout vient de terminer ses études à l'Académie, avec distinction. Isolé de sa famille au moment de l'invasion allemande en mai 1940, il se réfugie en France, fuyant vers le sud. Les membres de son convoi seront pris en charge par la Croix-Rouge et envoyés à Puisserguier où il vivra dans une famille pendant plusieurs mois. Il partira ensuite seul à Marseille par train où il survivra tant bien que mal jusqu'à ce qu'il soit arrêté en 1942 par des agents de la Gestapo et envoyé dans un camp de travail à Mersebourg, à l'ouest de Leipzig.
Louis Boekhout sera finalement libéré par une division de l'armée américaine au printemps 1945. Polyglotte, il est rapidement recruté par le gouvernement militaire en place ; il parle néerlandais, indonésien, soundanais, javanais, anglais, français, allemand, comprend le japonais et le mandarin et un peu le polonais, le russe et l'espagnol. Il revoit Charlotte Krzok (1926-2002), une jeune femme née en Pologne que le hasard avait un jour mise sur sa route.
Quelques heures avant l’arrivée des Soviétiques aux commandes de la zone est de l'Allemagne, il quitte précipitamment Mersebourg tel que lui suggère un haut-gradé de l'armée américaine. Il se rend à Francfort-sur-le-Main, près de 400 km qu'il parcourra à bicyclette, non sans avoir prévenu Charlotte, qui le retrouvera plus tard. Il trouvera un travail à Marbourg auprès d'un organisme d'aide aux réfugiés, le United Nations Relief and Rehabilitation  Administration (UNRRA), en opération en Europe de 1943 à 1947. D'abord interprète et correspondant à Marbourg, il sera ensuite transféré à Arolsen, siège social de UNRRA. Louis Boekhout et Charlotte se marieront à Arolsen, où naîtra leur premier enfant en juin 1946.
Dans l'après-guerre, l’heure est aux déplacements et aux retrouvailles. Ses parents, ses frères et ses sœurs ont survécu, à l'exception de Hanz, mort soldat vers la fin de la guerre ; tous vivent épars à travers le monde.
L’Europe se relève difficilement de la guerre. Après 1947, il travaillera aux Pays-Bas en représentation pour la firme Oldelft Optics à Delft – une nouvelle entreprise du nom du vieux canal – et chez Quaker Oats à Rotterdam avant d'émigrer vers le Canada. Le 20 octobre 1950, Louis Boekhout, Charlotte et leurs deux enfants, Irène et Roger, débarquent à Québec après huit jours en mer à bord du Scythia de la compagnie Cunard Line. Il retrouve son jeune frère Rudy, horticulteur, et son épouse Riet, installés à Montréal depuis la fin de la guerre. Un troisième enfant, Peter, voit le jour.
Louis Boekhout cherche à percer comme artiste peintre mais il ne reçoit pas un véritable accueil au sein de la communauté artistique. Pour faire vivre les siens, il travaille d’abord comme employé de bureau et représentant chez Canadair, tout en continuant à peindre. Très rapidement, il vivra de son art.
Il s'installe à Cartierville, puis à Laval où il fréquente les galeristes et les amateurs d’art. Il rencontre le peintre Marc-Aurèle Fortin (1888-1970), qui vit à Sainte-Rose ; il peint quelquefois en sa compagnie. C’est l’époque noire du grand peintre, quatre années ─ de 1955 à 1959 ─ où la maladie occupe toute la place. Il aime parler philosophie avec le peintre et il le visite régulièrement jusqu'en 1966, année où il entre lui-même dans une période sombre : son couple se sépare. Il quitte alors le Québec pour Laguna Beach en Californie où il sera peintre et galeriste durant près d'une année ; Charlotte s’installera en Colombie-Britannique où elle vivra jusqu’à sa mort en 2002.
Louis Boekhout revient au Québec en 1969 après un court séjour en Colombie-Britannique. Il ne reverra jamais son ami Marc-Aurèle Fortin, qui meurt en Abitibi le 2 mars 1970. Il reprend contact avec un vieil ami de Montréal qui l’amène en visite à sa maison de campagne au lac Simon, en Outaouais. Il est séduit par la Petite-Nation, l’endroit, les paysages et les gens ; il ne tarde pas à s'y installer pour de bon. Il vivra toutes ces années près de Chénéville dans cette nature qui l'a tant inspiré. Il quittera rarement le pays, sauf pour visiter la Barbade et l'Australie. Il n'est jamais retourné en Europe.

### Le peintre
« Louis Boekhout peint avec une énergie peu commune. La nature constitue sa véritable source d’inspiration. Il maîtrise aussi bien l’huile que l’aquarelle, réussissant toujours à rendre l’atmosphère d’un paysage jusque dans ses moindres détails. Les amateurs d’art sont nombreux à tomber sous le charme de Louis Boekhout. Dans ses œuvres, ils perçoivent la douceur, le réconfort, voire la paix intérieure que le contact étroit avec la nature nous apporte à tous ».
Élève de Floris de Cuyper de l'Académie royale des Beaux-Arts d'Anvers, il présente un style entre l'école des peintres de La Haye — d’autres diront de Barbizon —  et les impressionnistes français.
Au cours de sa longue carrière, l’artiste participe à une multitude d’expositions collectives et solo en Europe, au Canada et aux États-Unis. Dans les années 1990, Louis Boekhout collabore au lancement du groupe Les Artistes des Deux Vallées, auxquels participent une douzaine d’artistes de la région, dont Alain Lévesque et Marthe Blain. Ils exposent à Plaisance en 1994, à Montebello en 1995 et à Masson en 1996. En tant que doyen des artistes peintres de la région, il sera accueilli au sein des 30 exposants du Symposium Montebello en peinture les 3, 4 et 5 juillet 2009, où il expose ses plus récentes toiles dont deux sur un monde qu'il peint de mémoire et sur un thème qu'il n'a guère exploré, l'Indonésie de son enfance.
Les œuvres de Louis Boekhout se trouvent dans plusieurs collections privées au Canada, aux États-Unis et en Europe et dans celle de la collection institutionnelle du Musée national des beaux-arts du Québec. Plusieurs de ses œuvres font partie de la Collection Le Portal Art Tour présentée à la galerie-boutique Peau sur peau, rue du Petit-Champlain à Québec.

### Le professeur
Louis Boekhout est aussi un professeur. En 1971, il commence une série de cours de peinture — financée par un projet d’éducation aux adultes à la Commission scolaire La Seigneurie — qui durera dix ans dans les villages de Buckingham, Thurso, Montebello, Saint-André-Avellin et Montpellier. Il poursuivra son enseignement par des ateliers privés.
Thérèse Whissel-Pilon, une de ses élèves, raconte l'état d'esprit qui régnait dans ses cours : 
« Que de bons souvenirs de ces rencontres avec Louis à Saint-André-Avellin ! Pendant plus de 30 ans, à raison de 30 à 50 heures par année, Louis se pointait à l’heure, béret sur le coin de la tête, avec les salutations d’usage et… le cours débutait. Louis comprenait que le but de ces cours en était un de loisir, alors pas de cours magistral, pas de prof en avant dictant ses consignes et imposant ses idées. Pas du tout ! Il se devait quand même d’enseigner les rudiments de cet art. Après tout, nous étions là pour ça ! Imaginez le scénario : une douzaine d’élèves, de débutants à semi-professionnels, maniant l’aquarelle, l’huile, l’acrylique et le crayon, puis un travail différent car chacun était libre de choisir son sujet. Louis se partageait entre tous, observant le travail de chacun pour saisir ce que nous voulions exprimer. Avec patience, il nous expliquait la technique; avec encouragement, il nous faisait cheminer; avec sincérité, il nous félicitait et avec doigté, il corrigeait nos erreurs. Tout cela dit avec tact, sans jamais de commentaires blessants : un enseignement individualisé à l’intérieur d’un groupe ».
Dans les années 1970, Louis Boekhout a aussi enseigné le français et les arts plastiques à la Presentation Brothers High School de Montebello, un pensionnat pour garçons en difficulté. Il a également donné des cours privés.